# Liga Peninsular de Béisbol
La Liga Peninsular de Béisbol (LPB) es una liga de desarrollo de prospectos de los equipos de la Liga Mexicana de Béisbol. Se realiza entre los meses de octubre a diciembre. En su primera temporada se jugó en los estados de Campeche y Yucatán.
En la actualidad está conformada por 4 equipos, 3 del estado de Campeche y 1 de Yucatán. La LPB se juega a la par de la Liga Invernal Mexicana, la cual se desarrolla en el área del Bajío y centro del país.

## Historia

### Inicios
Tuvo su inicio en el verano de 1946, en donde en ese mismo año hubo dos ediciones, la segunda campaña correspondió a 1946-1947 y las siguientes siete temporadas únicamente fueron invernales. Los primeros equipos fueron: El Campeche y el Aviación del estado de Campeche, además de las Estrellas Yucatecas y los Cardenales de Motul del estado de Yucatán.
Los Cardenales de Motul bajo el mando de Roberto Ortega conquistaron el primer campeonato del circuito, fue un rol corrido de 30 partidos y los motuleños finalizaron con un récord de 19-11 superando por un juego de distancia al Campeche, que se quedó con el subcampeonato. En esta primera etapa en total fueron 9 ediciones: Verano de 1946, 1946-1947, 1947-1948, 1948-1949, 1949-1950, 1950-1951, 1951-1952, 1952-1953 y 1953-1954.
La segunda etapa se desarrolló en los años sesenta y la tercera abarcó tres campañas: 1992-93, 1993-94 y 1994-95, la cual concluyó el 18 de diciembre de 1994 con el título de los Camaroneros de Ciudad del Carmen, sucursal de los Diablos Rojos del México.

### Actualidad
El calendario es de 42 juegos a dos vueltas, y califican los dos mejores equipos del rol regular a una serie final a ganar cuatro de siete juegos posibles.

## Equipos

### Temporada 2016
Temporada Francisco "Chitopán" Araos
| Liga Peninsular de Béisbol 2016 |                |                     |                              |
| Equipo                          | Mánager        | Sede                | Estadio                      |
| Leones de Yucatán               | Willie Romero  | Mérida, Yucatán     | Kukulcán Álamo               |
| Piratas de Escárcega            | Arnoldo Castro | Escárcega, Campeche | Francisco Castillo Maldonado |
| Rojos del Águila de Champotón   | Héctor Hurtado | Champotón, Campeche | Alfonso Durán Castillo       |
| Vaqueros de Calkiní             | Ramón Esquer   | Calkiní, Campeche   | Roque Sánchez Espadas        |

#### Convenios con equipos de laLiga Mexicana de Béisbol
Los convenios son los siguientes:
| Equipo                        | Equipos de la LMB            |
| Leones de Yucatán             | Leones de Yucatán            |
| Piratas de Escárcega          | Piratas de Campeche          |
| Rojos del Águila de Champotón | Rojos del Águila de Veracruz |
| Vaqueros de Calkiní           | Vaqueros Unión Laguna        |

### Desaparecidos
A lo largo de su historia la liga ha tenido otros clubes, que por diversas circunstancias han dejado el circuito. A continuación los clubes que han desaparecido de la LPB:
| Equipo                           |
| Aviación de Campeche             |
| Camaroneros de Ciudad del Carmen |
| Campeche                         |
| Cardenales de Motul              |
| Estrellas Yucatecas              |
| Piñeros de Cozumel               |

## Campeones

### Equipos y mánagers campeones
| Temporada | Campeón                          | Serie | Subcampeón         | Mánager Campeón       |
| --------- | -------------------------------- | ----- | ------------------ | --------------------- |
| 1946      | Cardenales de Motul              | *     | Campeche           | Roberto Ortega        |
| 1992      | Camaroneros de Ciudad del Carmen | 4-3   | Piñeros de Cozumel | Marco Antonio Vázquez |
| 1994      | Camaroneros de Ciudad del Carmen | *     | No hubo            | Salomé Barojas        |
| 2016      | Piratas de Escárcega             | 4-0   | Leones de Yucatán  | Arnoldo Castro        |

* El Campeón se definió por la primera posición al final de la temporada.

#### Campeonatos por Club
A continuación se muestran los campeonatos por club desde la temporada Verano 1946:
| Equipo                           | Cantidad | Años       |
| -------------------------------- | -------- | ---------- |
| Camaroneros de Ciudad del Carmen | 2        | 1992, 1994 |
| Cardenales de Motul              | 1        | 1946       |
| Piratas de Escárcega             | 1        | 2016       |